# Neuhausen (Marxheim)

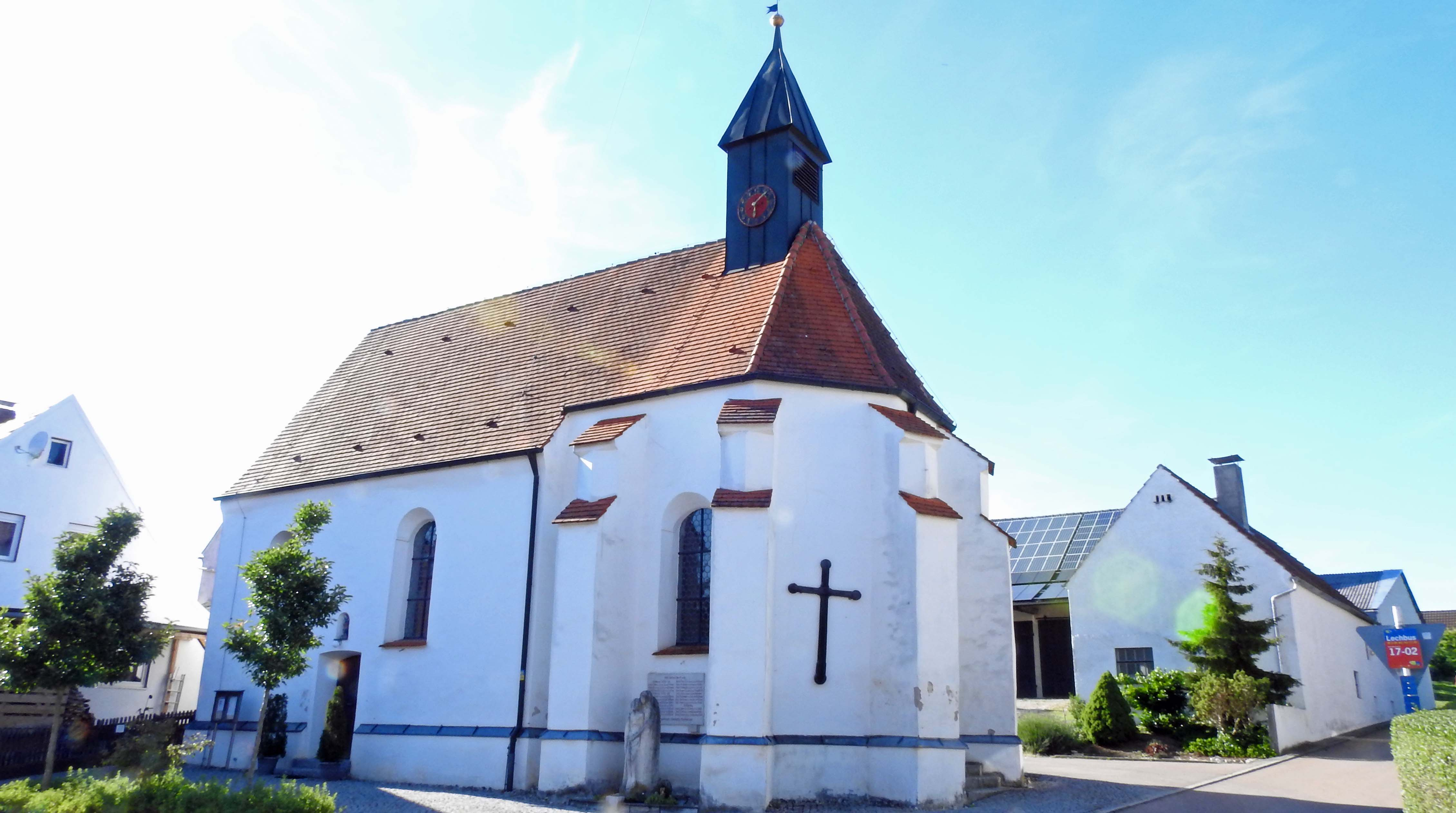
Kirche in Neuhausen

Neuhausen ist ein Gemeindeteil der Gemeinde Marxheim im Landkreis Donau-Ries (Regierungsbezirk Schwaben, Bayern).

## Eingemeindung
Neuhausen war bis zum 30. Juni 1972 eine Gemeinde im Landkreis Donauwörth und wurde am 1. Juli Landkreis Donau-Ries zugeschlagen, der bis zum 1. Mai 1973 die Bezeichnung Landkreis Nördlingen-Donauwörth trug. Am 1. April 1977 erfolgte die Eingemeindung des Kirchdorfes in die Gemeinde Marxheim.

## Filialkirche
Die katholische Filialkirche Sankt Rochus in Neuhausen gehört zur Pfarrei Sankt Peter und Paul in Marxheim in der Pfarreiengemeinschaft Marxheim/Daiting im Bistum Augsburg. Die Kirche ist ein einheitlicher gotischer Bau des 14. Jahrhunderts. Fenster und Türen wurden im 18. Jahrhundert verändert, der quadratische Dachreiter über dem Chor mit Zeltdach ist wohl aus dem 19. Jahrhundert.

## Persönlichkeiten
- Josef Dilger (* 10. November 1899 in Neuhausen; † 8. Juni 1972 in Reinhartshausen), Maler, Graphiker, Musiker und Lehrer